# Harrismith
Harrismith este un oraș din Africa de Sud.

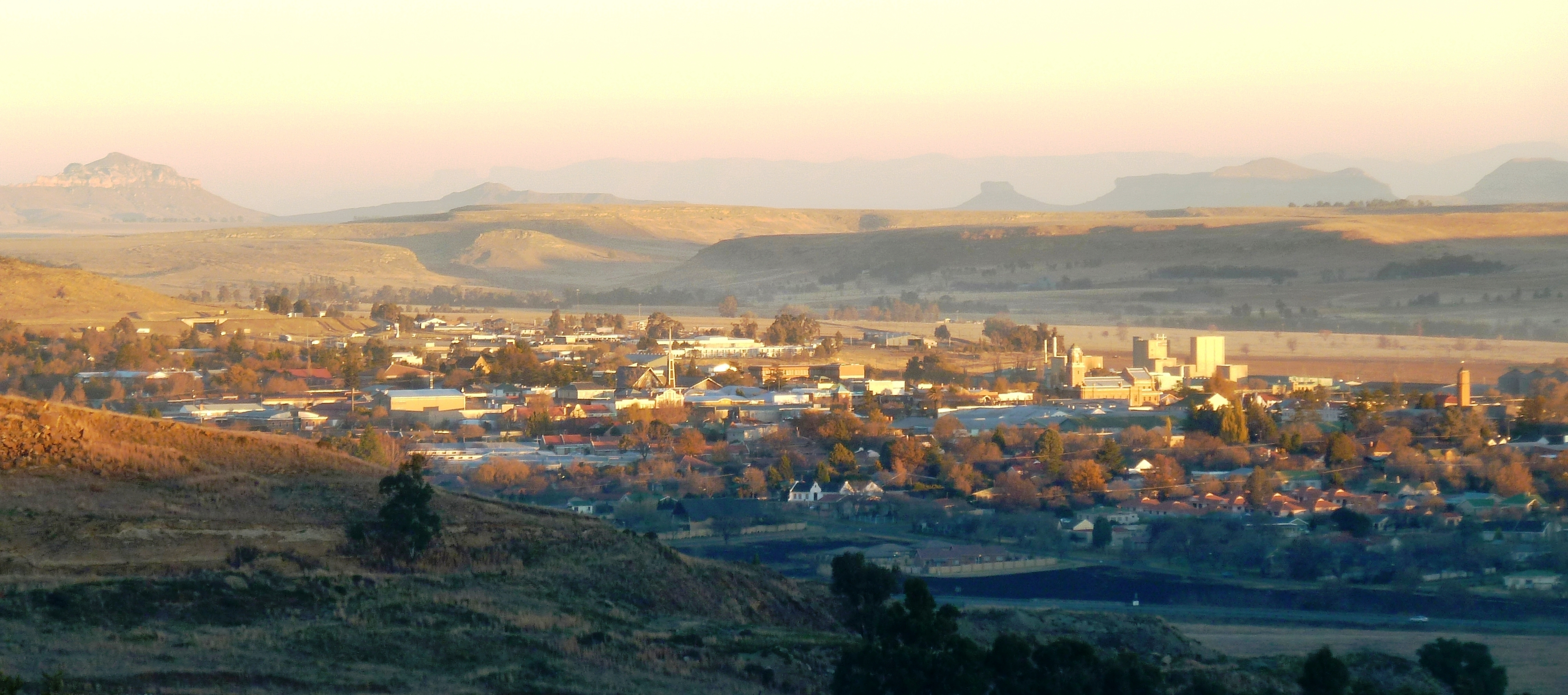

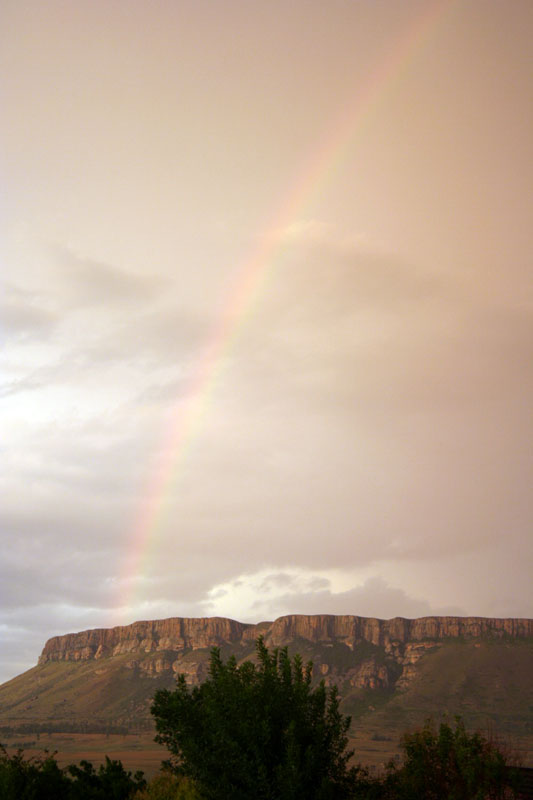
Platberg